# Ceresium nigrum
Ceresium nigrum là một loài bọ cánh cứng trong họ Cerambycidae.